# حربتا
حربتا هي إحدى القرى اللبنانية من قرى قضاء بعلبك في محافظة بعلبك الهرمل.
تبعد عن بيروت مسافة 125 كلم. وترتفع عن سطح البحر مسافة 1132م. تبلغ مساحتها 6633 هكتار
يبلغ عدد السكان في حربتا 1205 ساكن.